# 那加日吉町
那加日吉町（なかひよしちょう）は、岐阜県各務原市の地名。現行行政町名は那加日吉町一丁目、二丁目。

## 地理
各務原市の那加地区に属する。
町域の東部は那加新加納町、那加西野町、西部及び南部は那加新加納町、北部は那加宮浦町に接する。
地名はこの地域の通称に因む。日吉神社（各務原市那加新加納町に鎮座）の東に位置する。
町域の北には名古屋鉄道各務原線が通過する。
道路
- 県道152号岐阜各務原線

## 歴史
1983年（昭和58年）11月1日、那加新加納町の一部をもって那加日吉町が成立。

## 世帯数と人口
2024年（令和6年）10月1日現在の世帯数と人口は以下の通りである。
| 丁目             | 世帯数  | 人口  |
| ---------------- | ------- | ----- |
| 那加日吉町一丁目 | 84世帯  | 197人 |
| 那加日吉町二丁目 | 146世帯 | 321人 |
| 計               | 230世帯 | 518人 |

## 小・中学校の学区
市立小・中学校に通う場合、学区は以下の通りとなる。
| 番・番地等 | 小学校                   | 中学校               |
| ---------- | ------------------------ | -------------------- |
| 全域       | 各務原市立那加第三小学校 | 各務原市立那加中学校 |

## 交通
- 最寄り駅は名古屋鉄道各務原線新加納駅